# Holden Efijy
La Holden Efijy est un concept car inspiré des Hot rod des années 1950, du constructeur automobile australien Holden. Il est présenté au salon automobile de Sydney en Australie en 2005 et fabriqué à l'unité sur demande au prix d'un million de dollars.

## Historique
Ce concept car est conçu par le designer Richard Ferlazzo pour rendre hommage au modèle emblématique de la marque, la Holden FJ de 1953, second modèle du constructeur Holden.

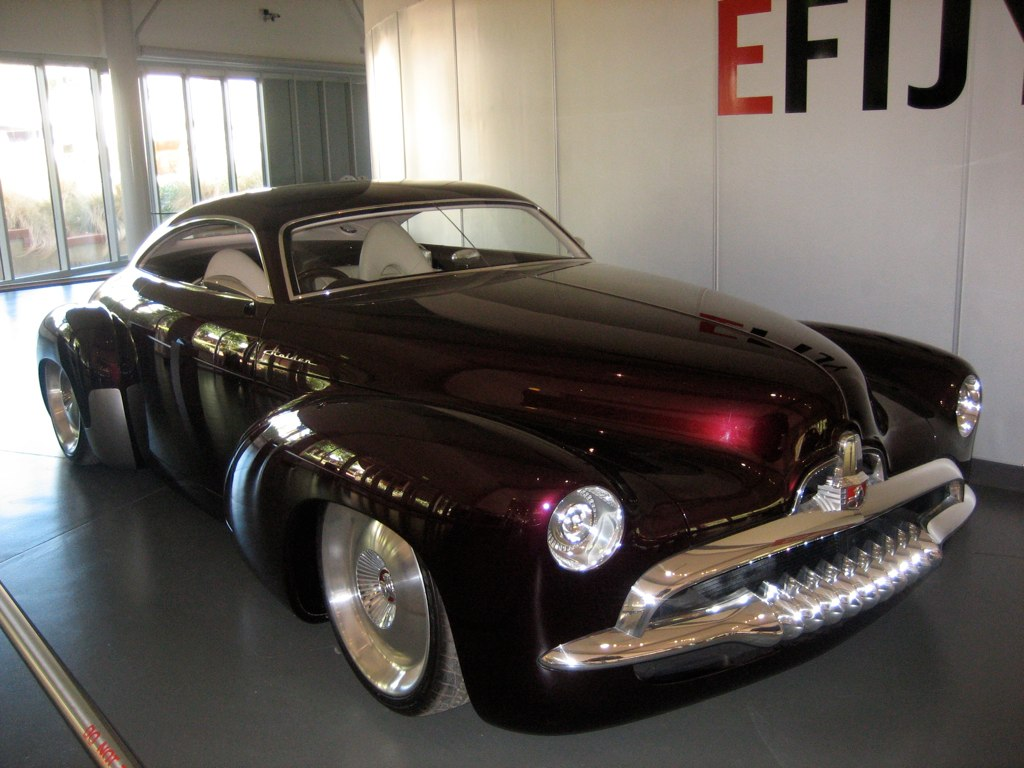
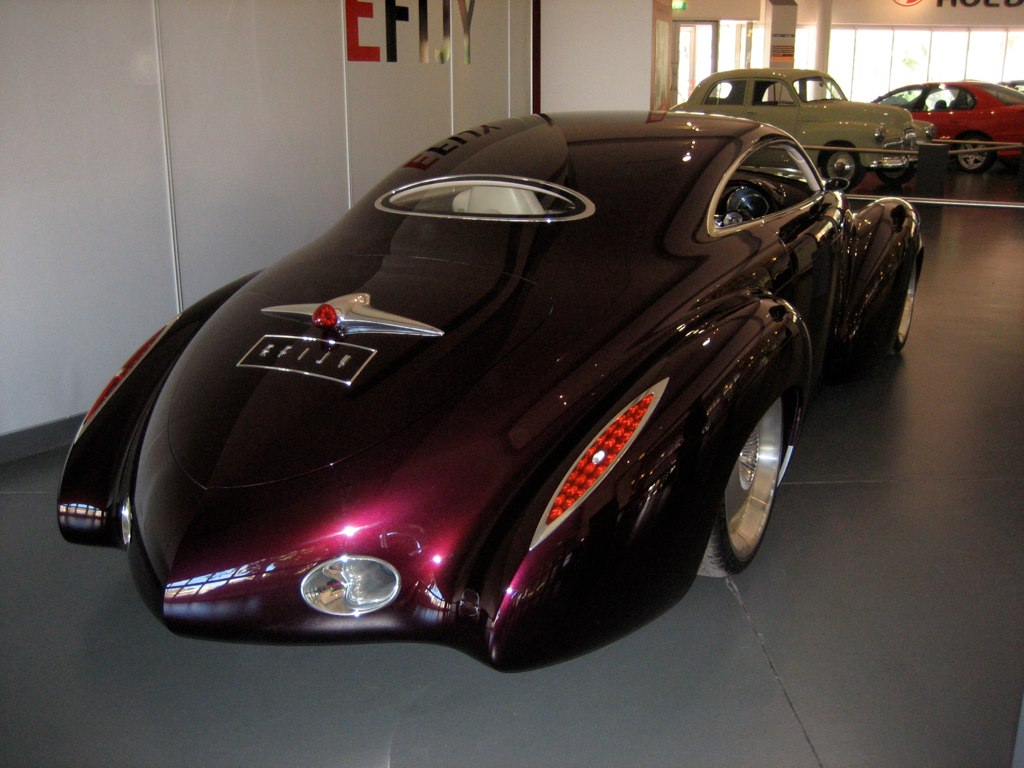
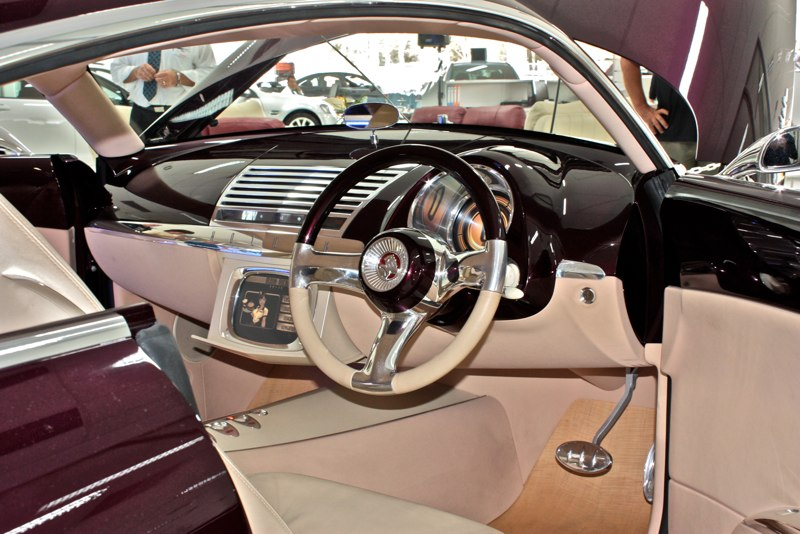

Il reprend le châssis en fibre de carbone et le moteur V8 LS2 de 6 litres pour 644 chevaux avec compresseur Roots de la Chevrolet Corvette C5 Z06 de General Motors. Il est doté d'une boîte de vitesses automatique à 4 rapports et de suspension pneumatique réglable en hauteur par écran tactile ...
L'ambiance néo-rétro intérieur est réalisée à base d'aluminium, bakélite, bois d'érable, cuir et LED ...

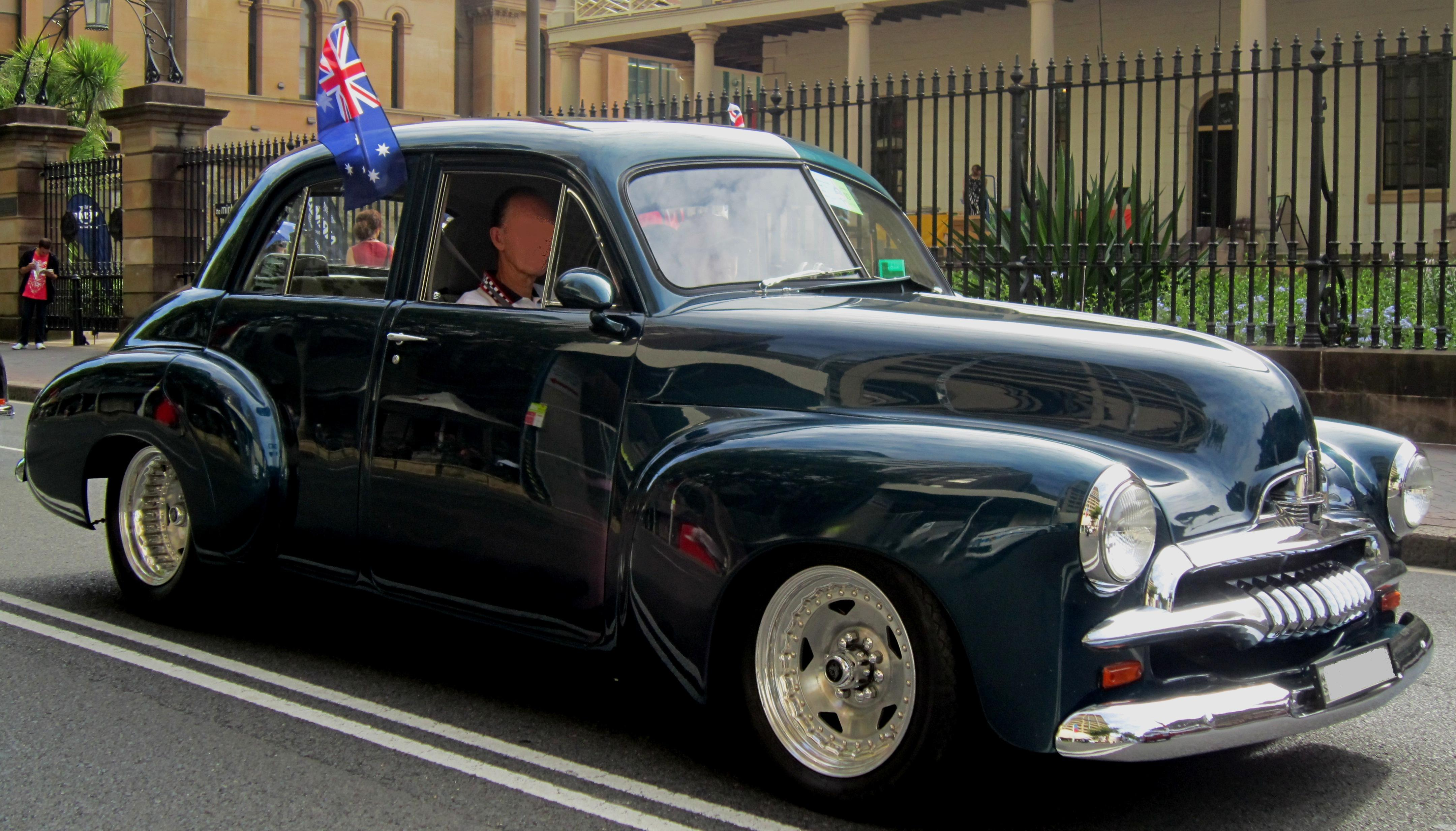
Modèle emblématique Holden FJ de 1953

Le véhicule est équipé d'un amplificateur audio de sonorisation de 2000 Watts, caisson de basse RMS de 1000 watts et de six haut-parleurs de 100 ou 200 watts.
En 2007 la Holden Efijy est élue concept-car de l'année aux États-Unis, puis exposée depuis 2008 au National Motor Museum de Birdwood (en) près d'Adélaïde.
Ce concept-car est produit à l'unité sur commande individuelle par Holden, en partenariat avec TWR, au prix d'un million de dollars.